# 香りゃんせ公園
香りゃんせ公園（かおりゃんせこうえん）は、北海道北見市にある公園（庭園）。

## 概要
市民参加型の公園づくりを行っており、ガーデンによって参加・管理している団体・個人が異なっている。毎年7月中旬の『北見ぼんちまつり』最終日には『香りゃんせフェスティバル』を開催している。「北見のハッカとハーブ」は2001年（平成13年）に環境省の「かおり風景100選」選定や、国土交通省の手づくり郷土賞（地域活動部門）を受賞し、2006年（平成18年）には『第15回全国ハーブサミット北見大会』が開催され、全国からの関係者と市民合わせて約2万人が集まった。2010年（平成22年）には北見市をテーマとした日本アロマ環境協会主催による『イメージフレグランスコンテスト2010』が開催された。

## 香り彩るまちづくり推進機構
かつてハッカの世界的産地であった歴史を見直してまちづくりに活用するために若手経営者の有志による「まちづくり研究会」が市民活動へと発展し、1994年（平成6年）に「香り彩るまちづくり推進機構」が発足。「①花と香りに出会うまち、②花と香りを楽しむまち、③花と香りを贈るまち、④花と香りの文化を創るまち」を活動方針に掲げ、北海道開発局やはまなす財団の理解を得て、1995年（平成7年）から市内朝日町の常呂川河川敷でシンボル・ガーデンとなる公園造成を始めた。この間、機構は無農薬で北の大地でも越冬できる品種の実験栽培を2年間実施し、1997年（平成9年）から一般参加によるコミュニティガーデンづくりが行われた。フラワーガーデンやノットガーデンづくりには各種団体や企業なども参画し、公園は市民の憩いの場となっている。これらの活動が評価され、2001年（平成13年）には国土交通省の「手づくり郷土賞」（地域活動部門）と『全国花のまちづくりコンクール』国土交通大臣賞を受賞した。機構への活動参加は個人会員1口年額1,000円、法人・団体会員1口年額10,000円から誰でも参加することができる。

## ガーデンデザイン
親水施設の噴水を公園中央に配置し、左右対称のガーデンデザインとなっている。
- フラワーガーディン（北見市都市建設部公園緑地課・香り彩るまちづくり推進機構による管理）
  - オレガノ（花ハッカ）畑。木立はアイヌ民謡にでてくるハルニレの木
- ノットガーディン（学校・サークル・企業グループによる参加）
  - 幾何学的なサークルにサントリーナー、キャットミント（イヌハッカ）、クリーピングタイム（タイム）
- コミュニティガーディン（家族・個人による参加）
  - アップルペパーミント、ペパーミント、ベルガモット、タンジー、レモンバーム、ジャーマンカモミール（カモミール）、ヤロー（セイヨウノコギリソウ）、デュイリリー、ラベンダー、タイム類、ナスタチューナスタチューム、チャイブ、ゼラニュームなどのハーブ